# Paul Friedrich Meyerheim

Paul Meyerheim 1882

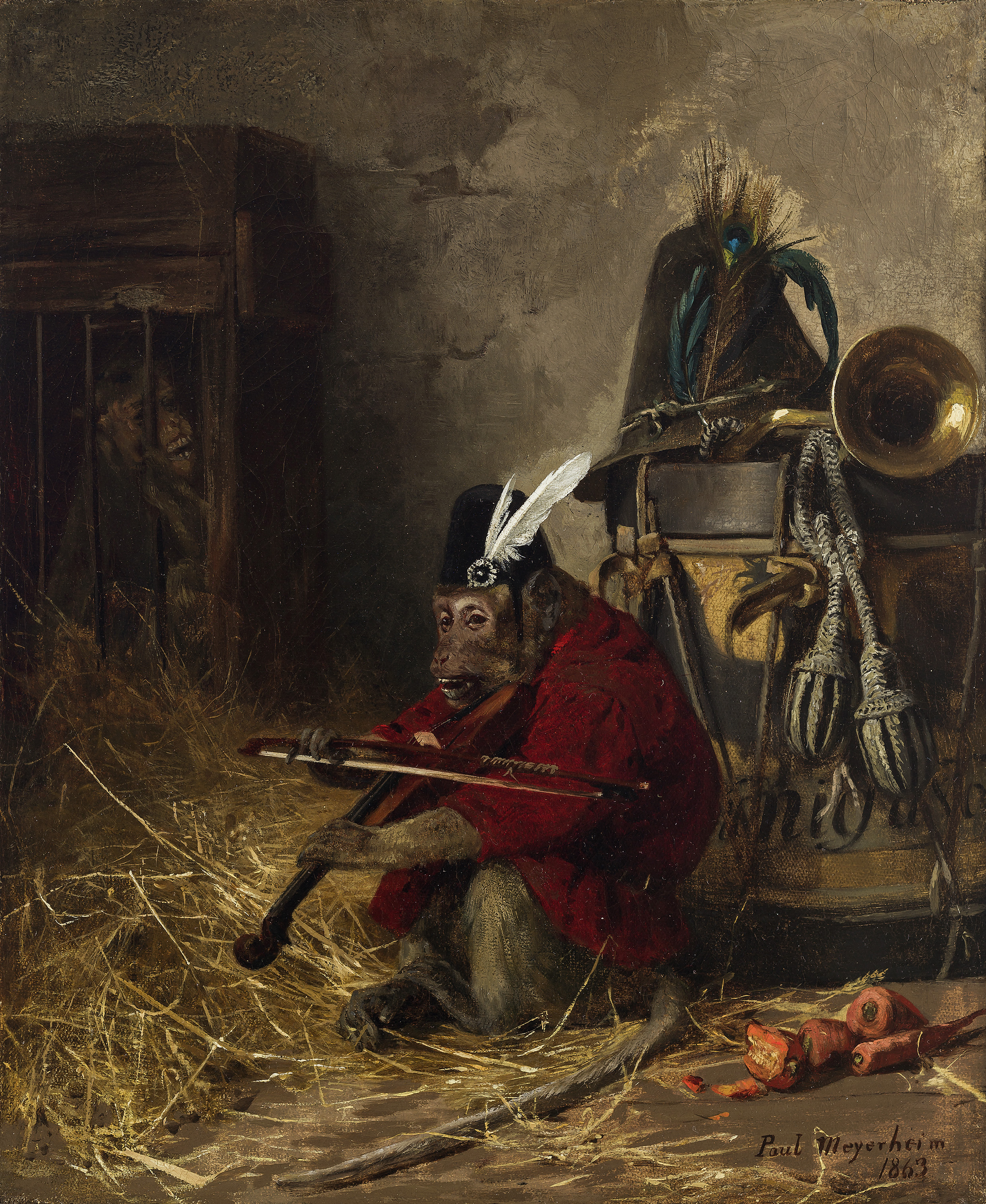
Geigender Affe, 1863

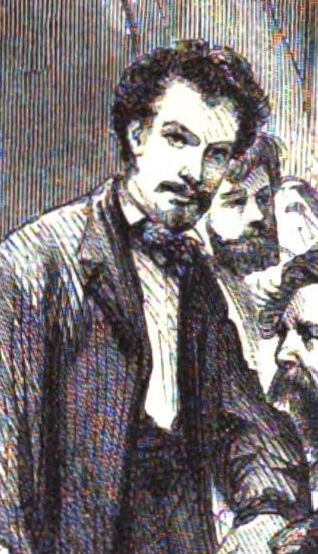
Paul Friedrich Meyerheim, 1865, während einer Sitzung des Vereins der Berliner Künstler. Grafik von Ludwig Löffler

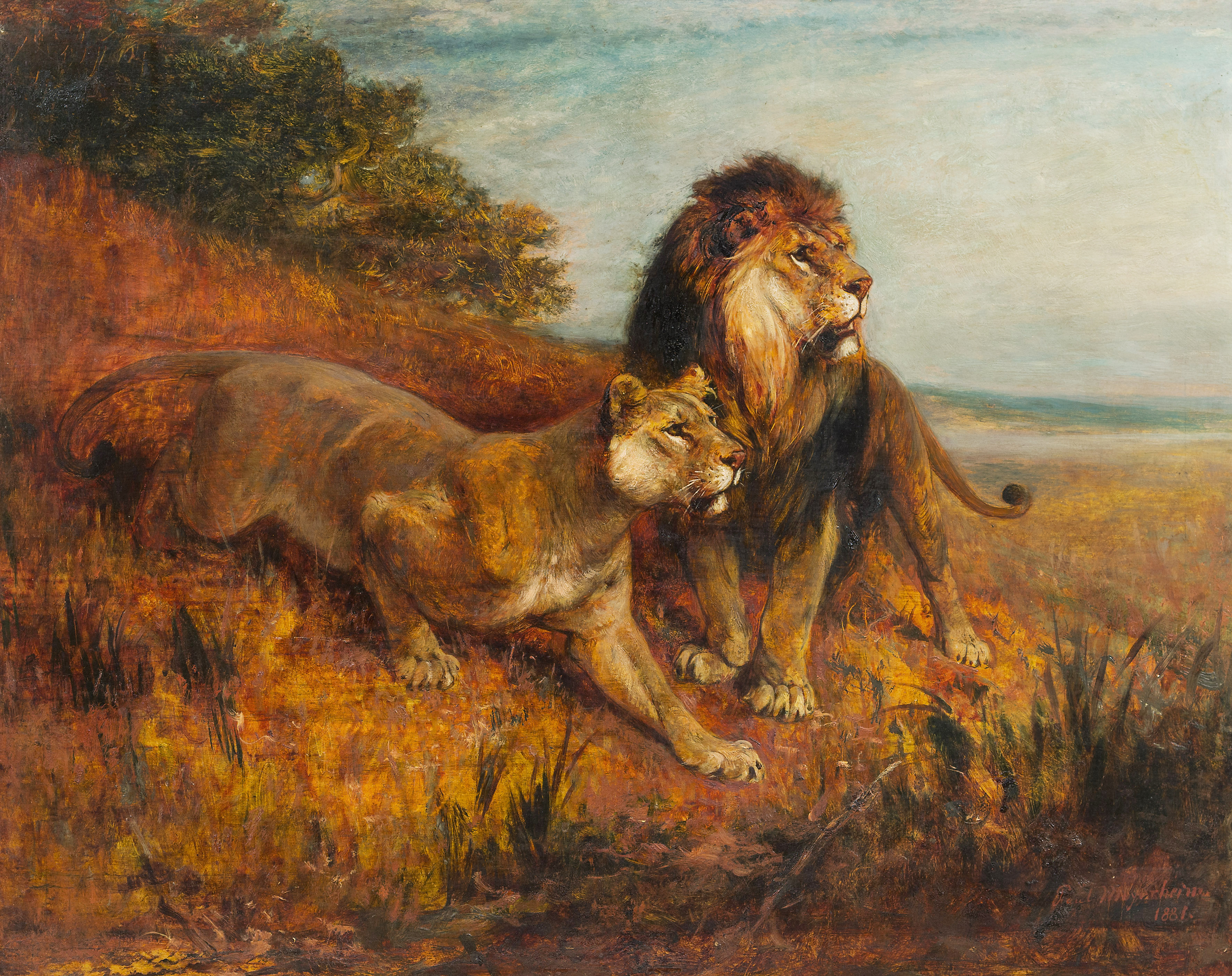
Auf der Lauer, 1881

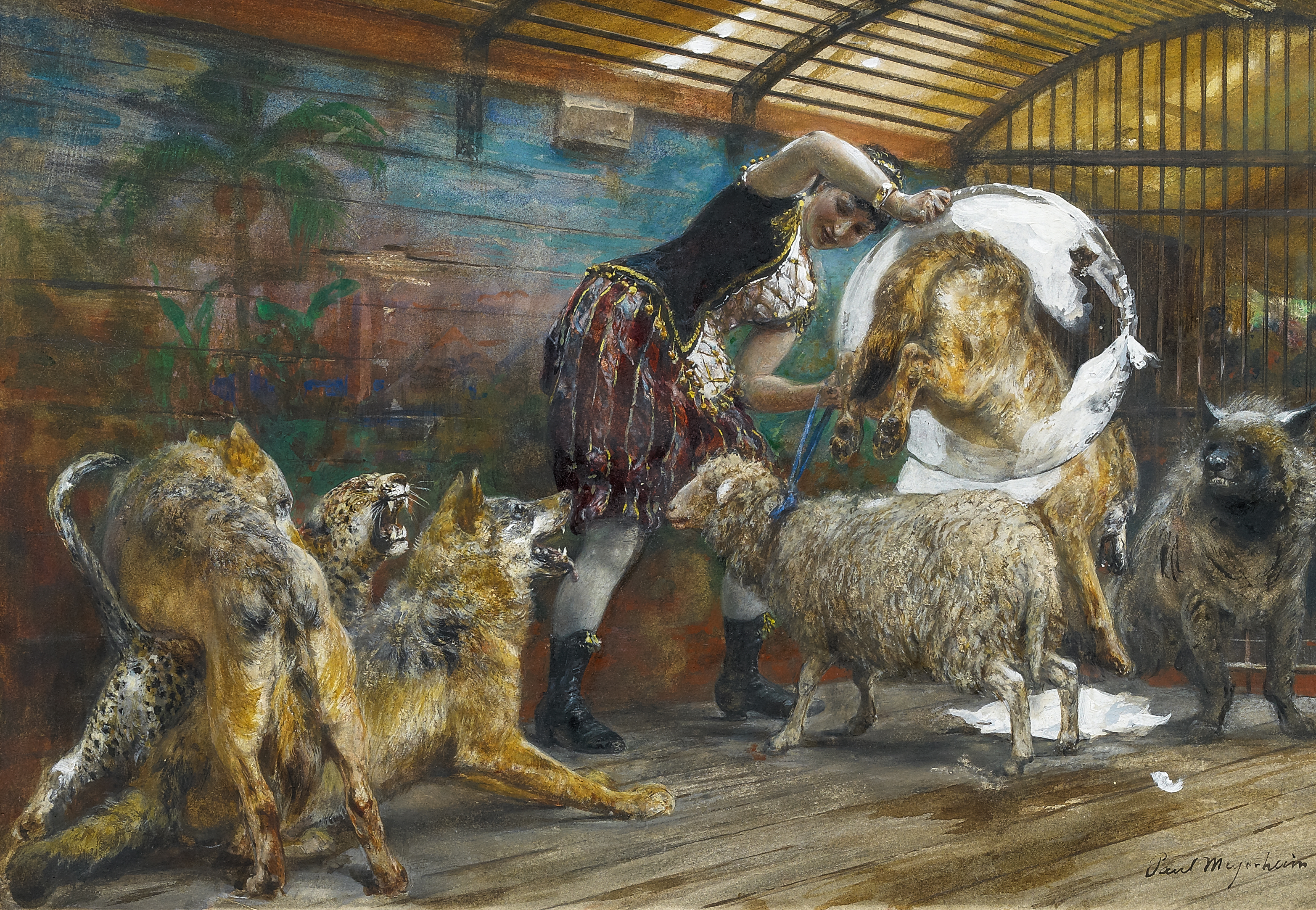
Die Dompteuse, um 1885

Paul Friedrich Meyerheim (* 13. Juli 1842 in Berlin; † 14. September 1915 ebenda) war ein deutscher Maler und Grafiker.
Am Beginn seiner künstlerischen Laufbahn ging Paul Meyerheim mehrmals nach Paris und Barbizon, um sich in der Landschaftsmalerei zu vervollkommnen. Seine besondere Begabung lag in der Tierdarstellung. Auch als Porträtist hat er sich einen Namen gemacht und war mit seinen Holzschnitten und Lithographien als Illustrator erfolgreich.

## Familie
Meyerheim war der Sohn des Malers Friedrich Eduard Meyerheim und dessen Ehefrau Caroline Friederike, geb. Drake (1808–1874). Sein älterer Bruder war der Maler Franz Meyerheim. Die Maler Hermann und Wilhelm Meyerheim waren seine Onkel väterlicherseits. Der Bildhauer Friedrich Drake war der Bruder seiner Mutter.

## Leben

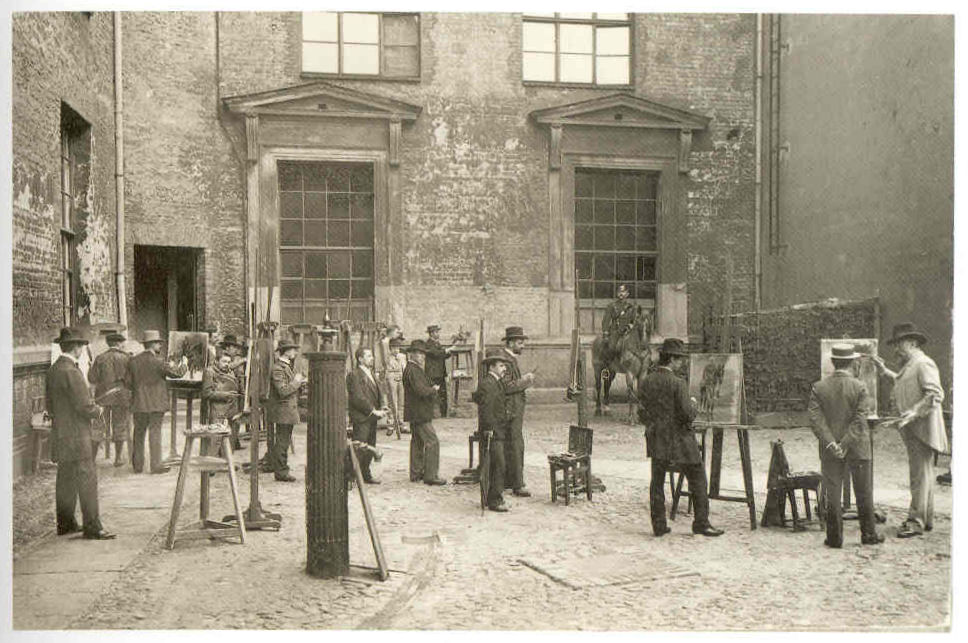
Meyerheims Malklasse an der Berliner Akademie, um 1880; ganz rechts Paul Meyerheim

Seinen ersten künstlerischen Unterricht bekam Meyerheim (zusammen mit seinem Bruder) von seinem Vater. 1857 bis 1860 besuchte Meyerheim die Kunstakademie seiner Heimatstadt. Dort besuchte er auch das Atelier des Tiermalers Teutwart Schmitson, dessen Malerei ihn stark beeinflusste. Später unternahm er mehrere Studienreisen in die Schweiz, nach Belgien sowie Holland und hielt sich ein Jahr lang in Paris auf. Anschließend kehrte er nach Berlin zurück, wo er bereits 1883 die Tiermalklasse an der Berliner Kunstakademie leitete. Anfang 1883 wurde Meyerheim außerdem zum Professor ernannt und 1900 wurde er Mitglied des Senats der Akademie der Künste.
Paul Meyerheim war mit der Industriellen-Familie Borsig befreundet, weshalb er auch einige spezielle Motive für die Familie und das Unternehmen Borsig zeichnete. Er gehörte zum Gästekreis aus bekannten Künstlern, die vom Kronprinzenpaar (späterer Kaiser Friedrich III.) regelmäßig eingeladen wurden.

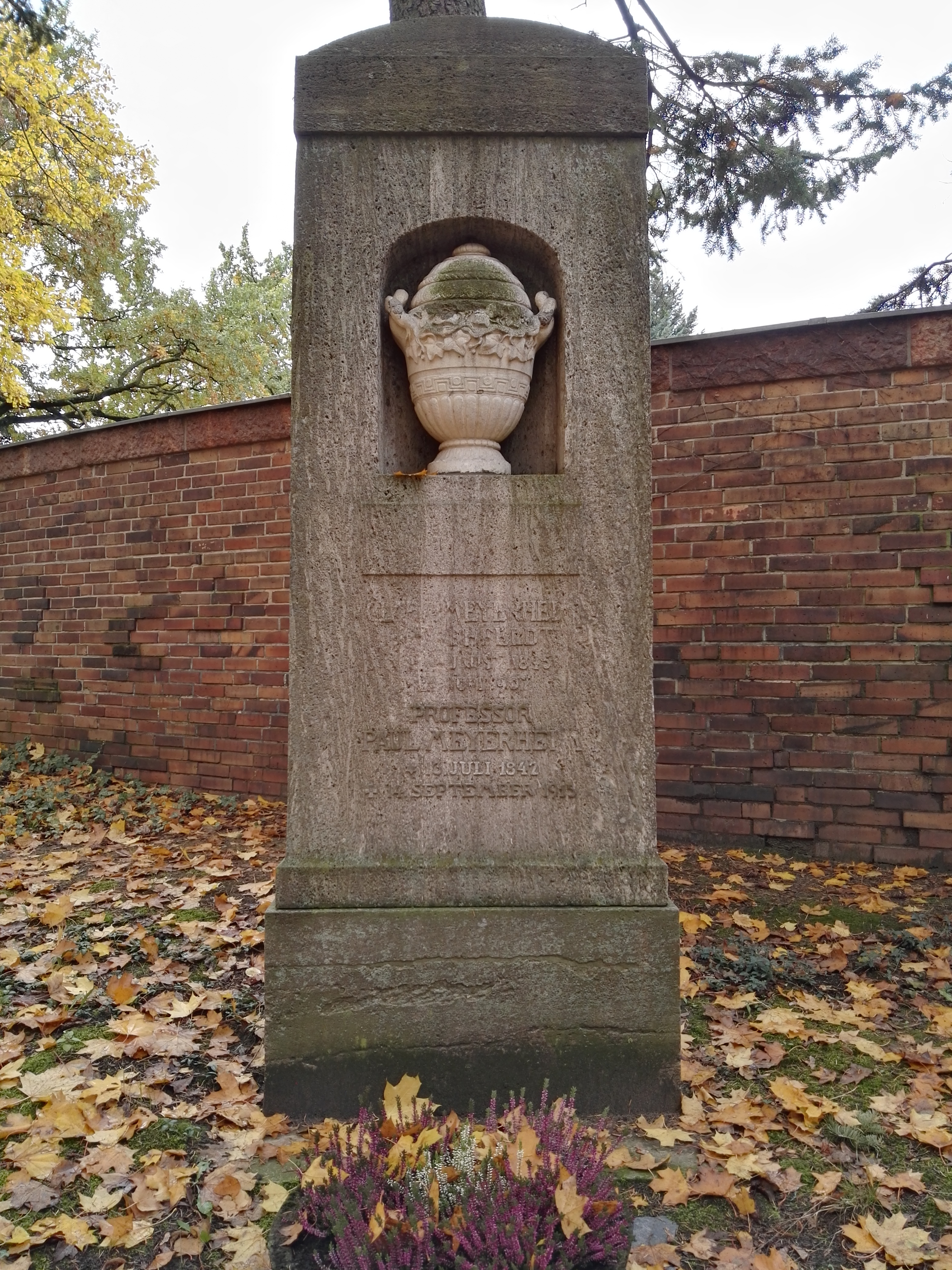
Grabstele für Paul Meyerheim

Paul Meyerheim war seit dem 10. Dezember 1867 verheiratet mit Clara Hermine Auguste Emilie Lehfeldt (1845–1907), der Tochter des Verlagsbuchhändlers Joseph Lehfeldt (1804–1858) und Schwester des Richters und Parlamentariers Leonhard Lehfeldt sowie des Kunsthistorikers Paul Lehfeldt. Ab diesem Zeitpunkt lebte und arbeitete Paul Meyerheim im Haus der Lehfeldts in der Matthäikirchstraße. Dort nahm Meyerheim immer wieder Malerkollegen bei sich auf, so u. a. den Historien- und Architekturmaler Emil Teschendorff, den „Münchner Malerfürst“ Franz von Lenbach oder den Porträt- und Landschaftsmaler Georg Lampe. Nach dem Tod seiner Schwiegermutter Luise Pauline Lehfeldt, geb. Jacoby, (1810–1888) und dem Verkauf des Hauses in der Matthäikirchstraße ließ sich Meyerheim von dem Architekten Alfred Messel in der Hildebrandstraße ein Wohnhaus errichten, das er nach einer längeren Orient-Studienreise im Sommer 1893 bezog. Acht Wochen nach seinem 73. Geburtstag starb er. Sein Grab (unter einem stelenförmigen Grabmal unmittelbar neben der Gedenkstätte der Sozialisten) auf dem Zentralfriedhof Friedrichsfelde ist heute noch erhalten.
Neben seinen Fähigkeiten als Maler spielte Meyerheim zeitlebens sehr gut Cello und verfügte auch über schauspielerische und gesangliche Qualitäten. Zusammen mit seinem ausgeprägten Humor machte ihn das über Jahrzehnte zu einem geachteten Mitglied in den Berliner gesellschaftlichen und künstlerischen Kreisen. Dazu beigetragen haben auch die häufigen, regelmäßigen Feste und Empfänge in seinem Haus und Garten.

## Werk
Anfangs war Meyerheims Stil durch die minutiösen Darstellungen seines Vaters beeinflusst. Später diente ihm sein Freund Adolph Menzel als Vorbild, mit dem ihn ein gemeinsames Interesse an Tier- und Zoomotiven verband. Die virtuose Darstellung exotischer Tiere wurde seine, wenngleich auch nicht ausschließliche, Spezialität. Er trug zum Beispiel mit den Wandmalereien in der Vorhalle des Antilopenhauses im Berliner Zoologischen Garten dazu bei, Tiere aus fremden Ländern in ihrer natürlichen Umgebung zu zeigen. Seine Tierbude-Bilder zeigen dagegen die beängstigende Situation eines dichtgedrängten Durcheinanders von exotischen Tieren und gaffenden Zuschauern. Meyerheims Können auf dem Gebiet der Landschaftsmalerei lässt sich in dieser Zeit nur noch an Gemälden wie zum Beispiel Der Ziegenhändler im Dorf ablesen, die er zwanzig Jahre zuvor ausgeführt hatte. Porträts und Bilder aus dem Volksleben waren weiterhin fester Bestandteil seines Schaffens. Bei letzteren spannt sich der Bogen vom schlichten Stillleben bis hin zu humoristischen Szenen, mit denen er verschiedentlich Fest- und Speisesäle ausschmückte. Anfang 1880 fertigte Meyerheim ein lebensgroßes Porträt des regierenden Kaisers Wilhelm I. für den Sitzungssaal des Reichsgerichtsgebäudes in Leipzig an. Auch erstellte er diverse Wand- und Deckengemälde, zum Beispiel in seinen Wohnhäusern im Berliner Tiergartenviertel, aber auch 1882/83 in der Berliner Nationalgalerie. Zu Meyerheims Buchillustrationen gehört insbesondere das 1880 zusammen mit Johannes Trojan im Verlag Georg Stilke herausgegebene Kinderbuch A B C oder Die Kinder- und Hausmärchen der Brüder Grimm, erstmals 1884 in Ferdinand Dümmlers Verlagsbuchhandlung herausgegeben.
Eine Sensation auf der Großen Berliner Kunstausstellung von 1912 waren sieben riesige Bilder, die Paul Meyerheim in den Jahren zwischen 1873 und 1876 im Auftrag von Albert Borsig auf Kupfer gemalt hatte. Der Zyklus trug den Titel Lebensgeschichte einer Lokomotive und war ursprünglich für die Gartenloggia des Borsigschen Privatgrundstücks in Alt-Moabit bestimmt. Anekdotenhafte Szenen aus den Borsigschen Produktionsstätten, Montage und Verladen einer Lokomotive, und die Schilderung eines Erntefestes bei der Familie Borsig verknüpften das bedeutende Industriewerk mit der Borsigschen Familiengeschichte. Zugleich war dieses Werk ein wichtiger Beitrag der Berliner Malerei zur frühen Industriedarstellung. Sechs Tafeln befinden sich heute im Besitz des Märkischen Museums in Berlin-Mitte bzw. des Deutschen Technikmuseums, das siebte Bild besitzt das Nationalmuseum Stettin.

## Werke (Auswahl)
- Amsterdamer Antiquar (1869)
- Villa Borsig (1855, Nationalgalerie Berlin)
- Tierbude (1885, Nationalgalerie Berlin)
- Die vier Jahreszeiten im Leben der Vögel
- Zyklus von vier Bildern in Kaseinmalerei
- Rotkäppchen
- Aschenbrödel (1870)
- Die Schafschur (1872)
- Die Wildenbude (1874)
- Kohlenmeiler im bayrischen Gebirge (1878)
- Friedrich Eduard Meyerheim (Porträt)
- Daniel Chodowiecki (1887, Porträt)

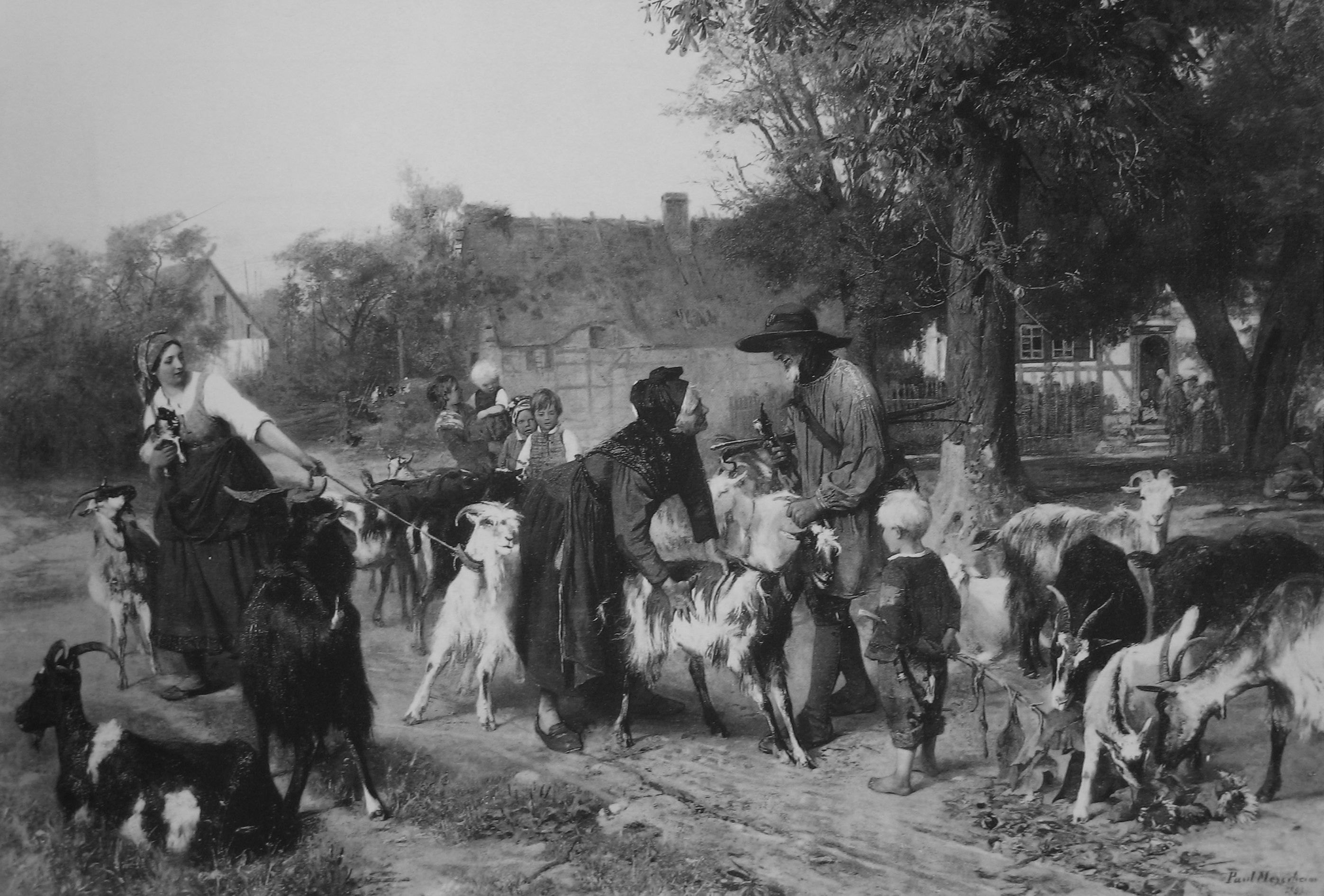
Der Ziegenhändler im Dorf, 1863
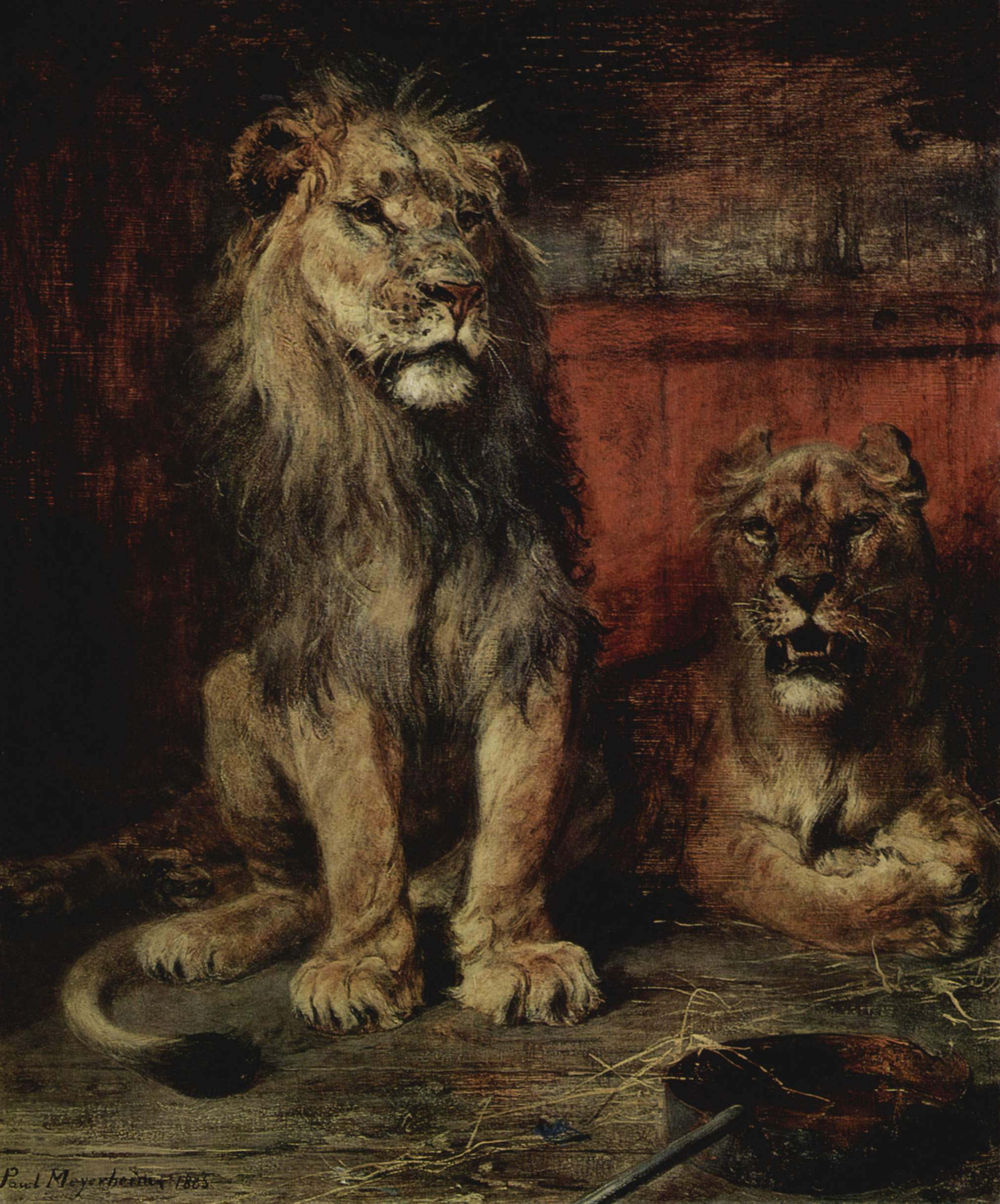
Löwen, 1885
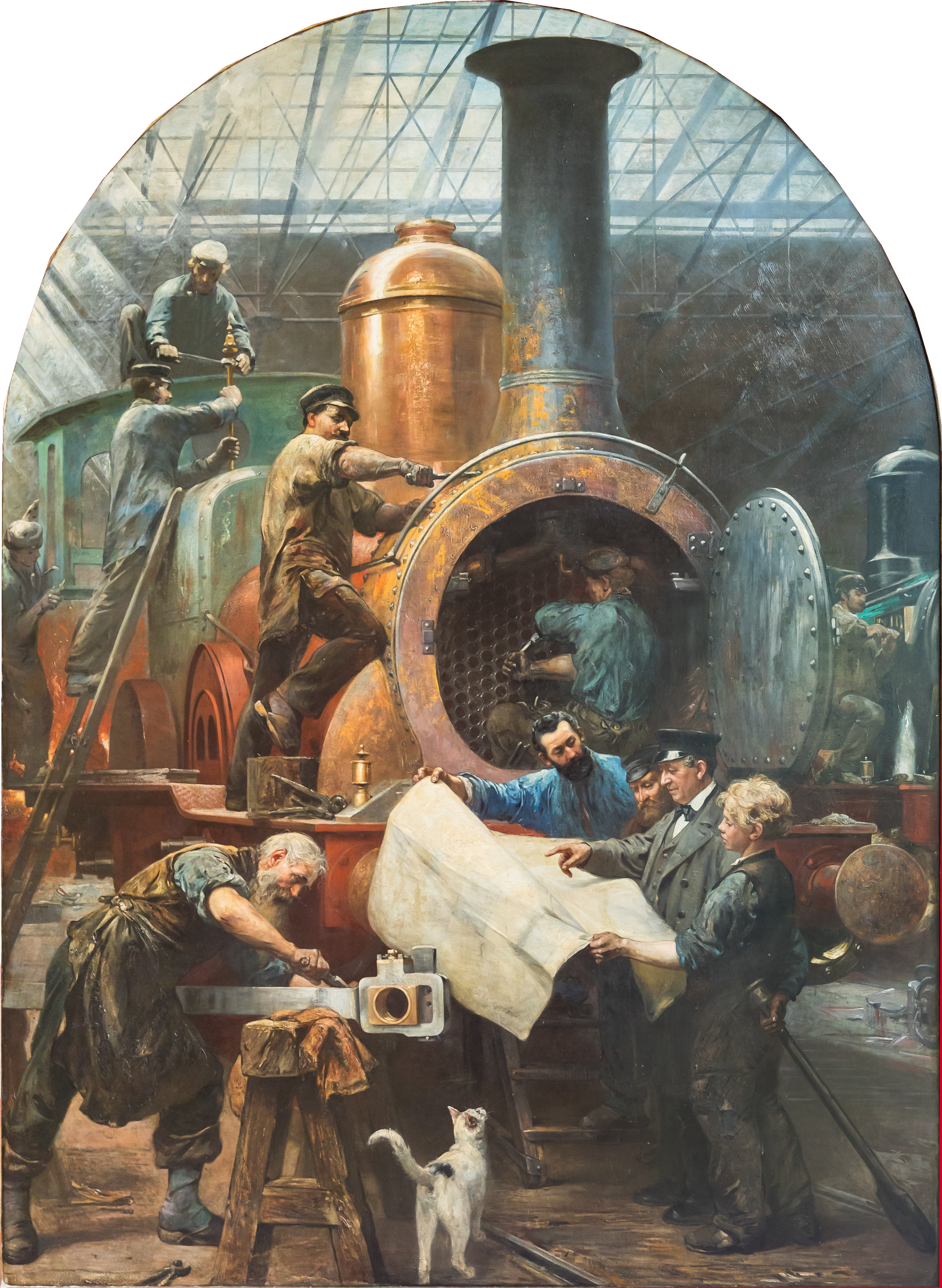
Lokomotivbau aus dem Zyklus Lebensgeschichte einer Lokomotive, 1873–1876
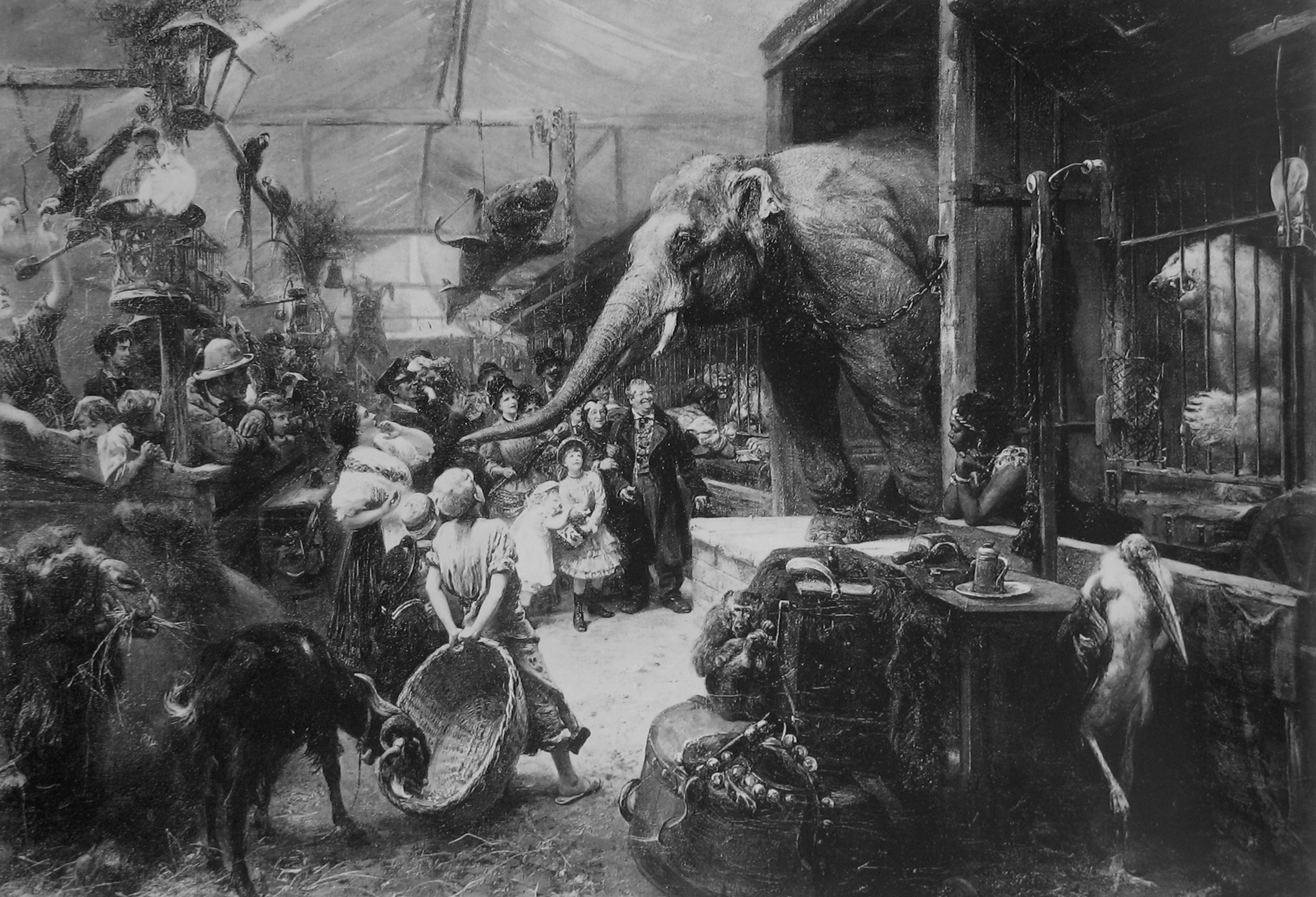
Tierbude, 1885
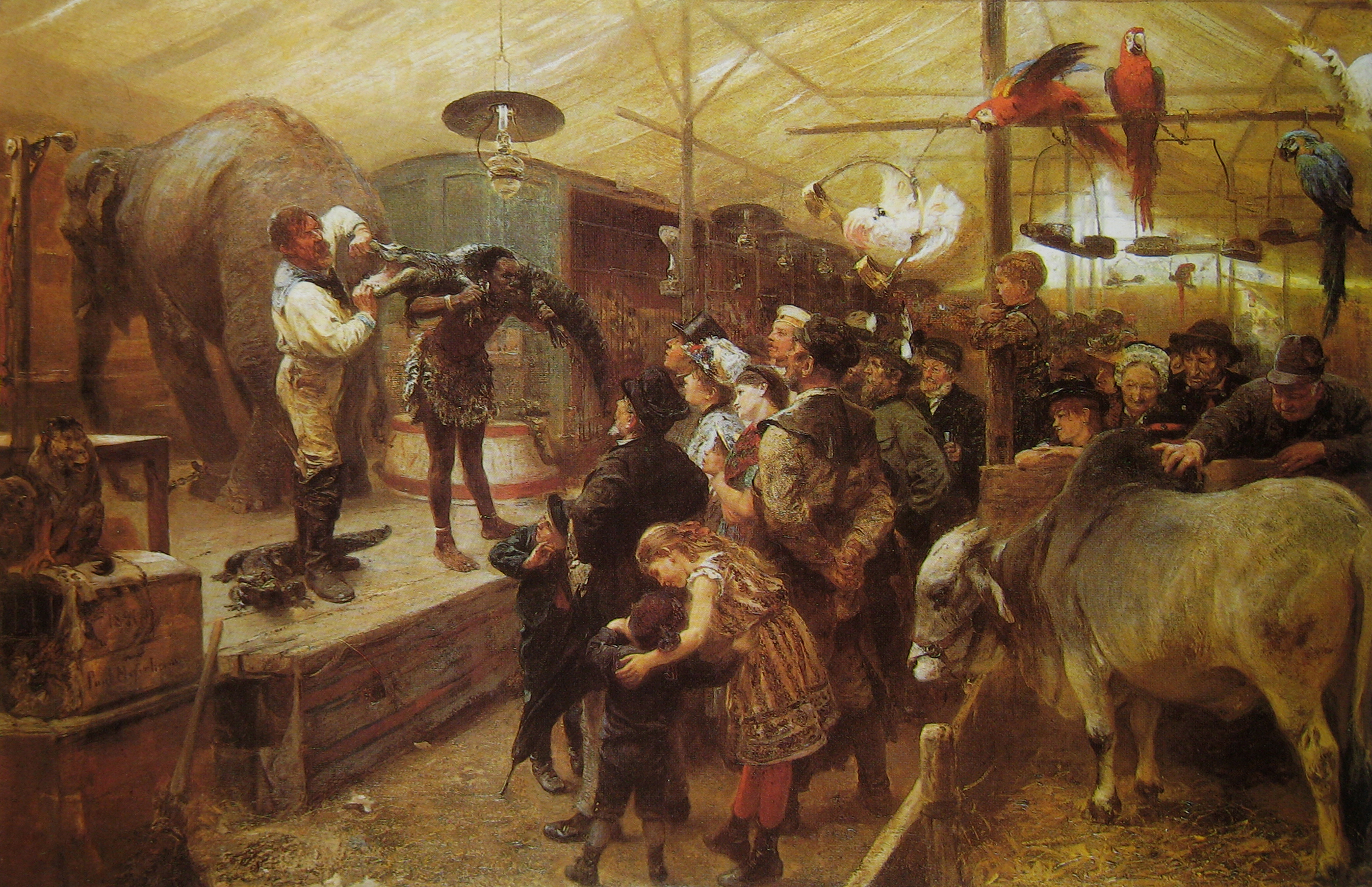
In der Tierbude, 1894

## Schüler
Zu den bedeutenden Schülern Meyerheims gehören u. a. der Tierbildner August Gaul (1869–1921) und der Bildhauer und Tierbildner Friedrich Franz Brockmüller (1880–1958). Weitere Schüler waren der Maler und Zeichner Paul Freytag (1873–1954) und Fritz Grotemeyer (1864–1947).